# Paolo Del Buono
Paolo Del Buono (né le 26 octobre 1625 à Florence et mort en 1662 en Pologne) est un physicien italien.

## Biographie
Paolo Del Buono naît à Florence en 1625, d'une famille distingué. Il se rend célèbre par son génie inventif et son application aux mathématiques. Disciple de Galilée, il s'attache surtout à étendre les découvertes que son maître avait faites dans l'hydrostatique. Il invente l'appareil employé pour démontrer l'incompressibilité de l'eau, dont l'Accademia del Cimento publie les premières expériences. Il s'occupe beaucoup aussi du procédé employé par les Égyptiens pour faire éclore les œufs par une chaleur artificielle ; il y réussit, mais Réaumur a donné pour cet objet des procédés perfectionnés. Del Buono est appelé à Vienne par l'empereur Léopold pour être président de la Monnaie, et y meurt à l'âge de 55 ans. Son frère, Candido del Buono, né en 1618, s'occupait aussi de physique et inventa un aréomètre et une machine pour mesurer les vapeurs. Il mourut en 1670.